# Saint-Mars-d’Outillé
Saint-Mars-d’Outillé ist eine französische Gemeinde mit 2471 Einwohnern (Stand: 1. Januar 2022) im Département Sarthe in der Region Pays de la Loire. Saint-Mars-d’Outillé gehört zum Arrondissement Le Mans und zum Kanton Changé. Ihre Einwohner werden Saint-Martiens und Saint-Martiennes genannt.

## Geografie
Saint-Mars-d’Outillé liegt in der historischen Provinz Maine etwa dreizehn Kilometer südsüdöstlich des Stadtzentrums von Le Mans an der Rhonne. Umgeben wird Saint-Mars-d’Outillé von den Nachbargemeinden Brette-les-Pins im Norden, Parigné-l’Évêque im Osten und Nordosten, Le Grand-Lucé im Osten, Pruillé-l’Éguillé im Südosten, Marigné-Laillé im Süden, Écommoy im Südwesten sowie Teloché im Westen und Nordwesten.
Durch die Gemeinde führt die Autoroute A28.

## Bevölkerungsentwicklung
| Jahr      | 1962 | 1968 | 1975 | 1982 | 1990 | 1999 | 2006 | 2012 | 2020 |
| Einwohner | 1554 | 1668 | 2025 | 1770 | 1739 | 1834 | 2175 | 2323 | 2450 |

## Sehenswürdigkeiten
- Kirche Saint-Médard aus dem 11./12. Jahrhundert. Zu ihrer Ausstattung gehören zahlreiche Objekte, die in der Base Palissy als Monument historique gelistet sind.
- Reste der Kapelle Outille aus dem 15. Jahrhundert
- Schloss Segrais, wiedererrichtet im 18./19. Jahrhundert mit Kapelle
- Schloss Grammont mit Ruinen der Priorei
- Herrenhäuser
- Mühlen

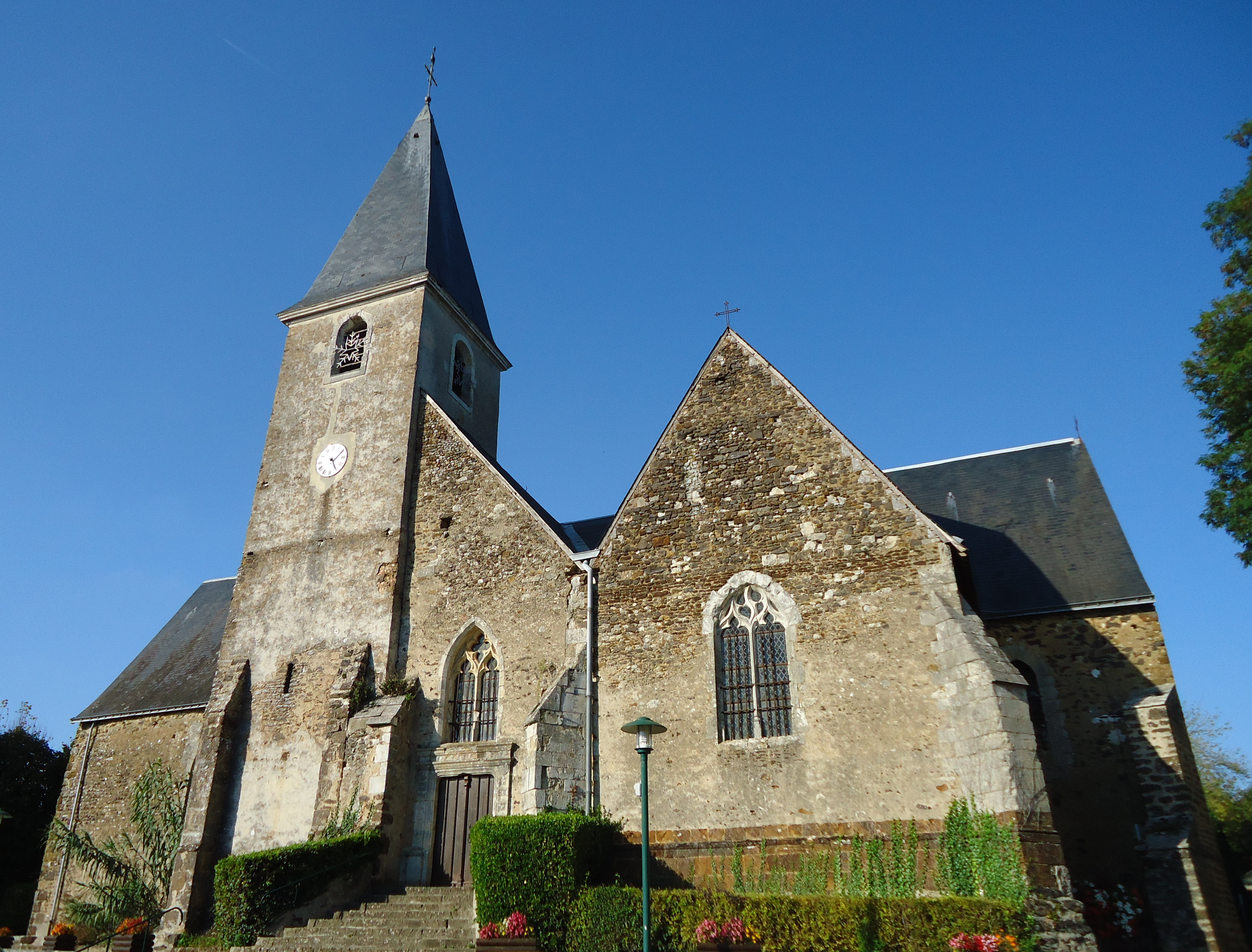
Kirche Saint-Médard
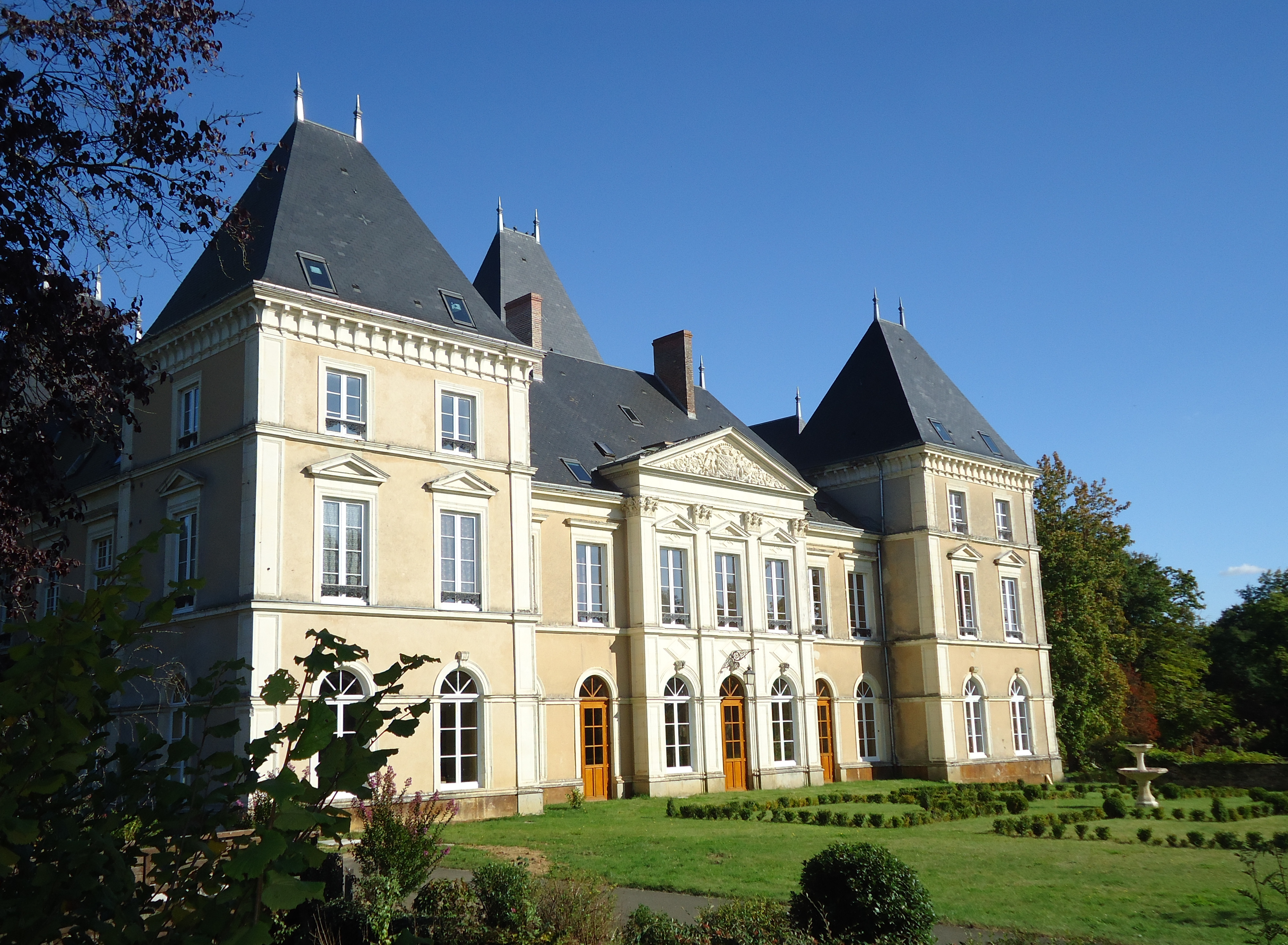
Schloss Segrais
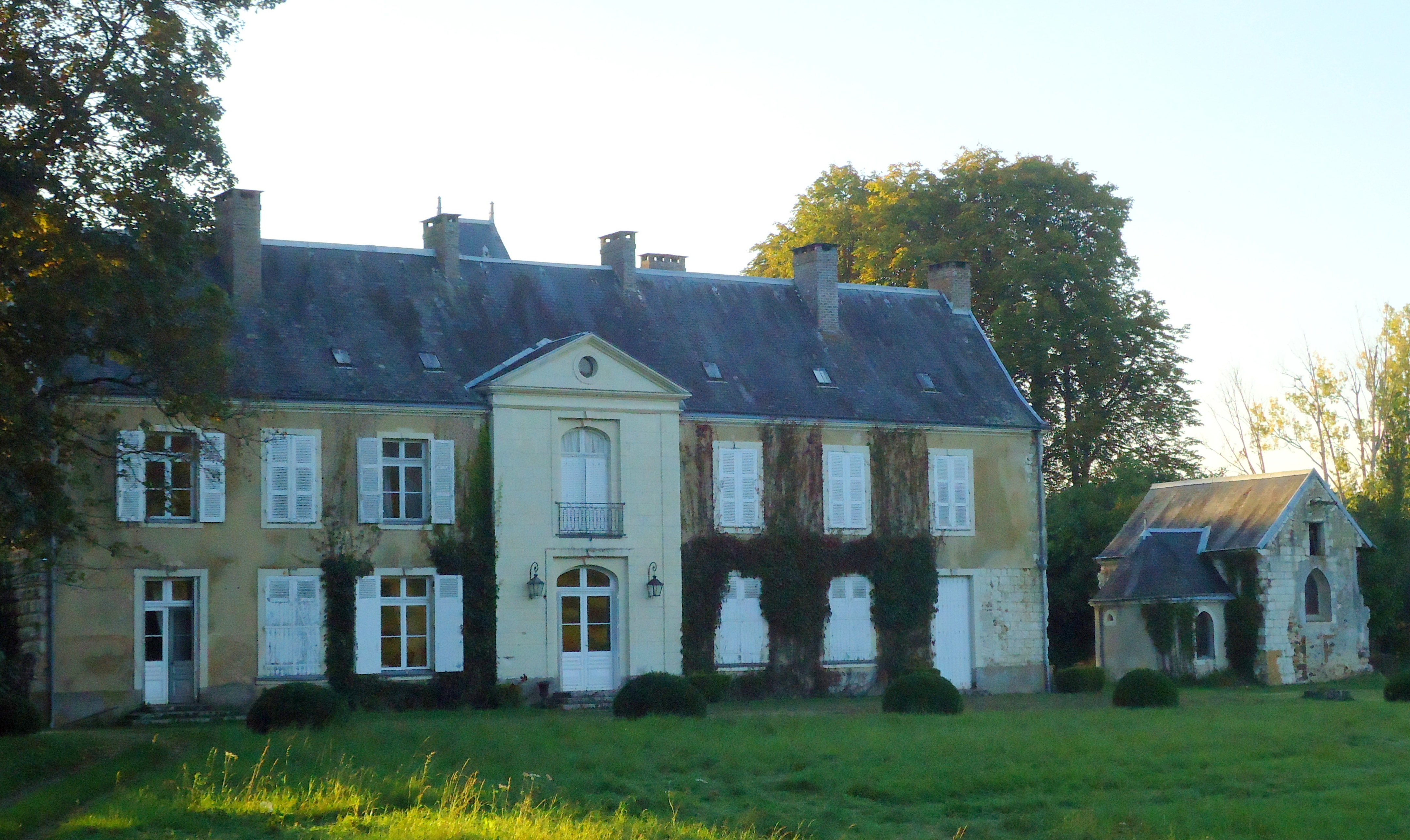
Schloss Grammont

## Gemeindepartnerschaften
Mit der deutschen Gemeinde Stuhr in Niedersachsen besteht über den Kanton Écommoy eine Gemeindepartnerschaft.

## Persönlichkeiten
- André Fefeu (1938–2023), französischer Fußballspieler, geboren in Saint-Mars-d'Outillé
- Sylvain Boulay (* 1955), französischer Autorennfahrer, geboren in Saint-Mars-d'Outillé